# Kvalifikace na Mistrovství světa ve fotbale 2026 (CONMEBOL)
Kvalifikace na Mistrovství světa ve fotbale 2026 konfederace CONMEBOL začala 7. září 2023, čímž odstartovala kvalifikaci celkově a skončí v září roku 2025. 

## Zúčastněné týmy
- Argentina
- Brazílie
- Uruguay
- Ekvádor
- Venezuela
- Paraguay
- Kolumbie
- Bolívie
- Chile
- Peru

## Tabulka
| Tým          | Z  | V  | R | P  | +/- | B  |
| ------------ | -- | -- | - | -- | --- | -- |
| Argentina Q* | 16 | 11 | 2 | 3  | +19 | 35 |
| Ekvádor Q*   | 16 | 7  | 7 | 2  | +8  | 25 |
| Brazílie Q*  | 16 | 7  | 4 | 5  | +5  | 25 |
| Uruguay X**  | 16 | 6  | 6 | 4  | +7  | 24 |
| Paraguay X** | 16 | 6  | 6 | 4  | +3  | 24 |
| Kolumbie     | 16 | 5  | 7 | 4  | +4  | 22 |
| Venezuela    | 16 | 4  | 6 | 6  | -4  | 18 |
| Bolívie      | 16 | 5  | 2 | 9  | -16 | 17 |
| Peru Y***    | 16 | 2  | 6 | 8  | -11 | 12 |
| Chile V****  | 16 | 2  | 4 | 10 | -15 | 10 |

* tým se kvalifikoval na mistrovství světa,
** tým má zajištěnou minimálně baráž,
*** tým může postoupit maximálně přes baráž,
**** tým se nekvalifikoval na mistrovství světa,